# Assur-uballit I
Assur-uballit I (Aššur-uballiṭ I) was koning van Assyrië van ca. 1365 v. Chr. tot 1330 v. Chr., de eerste koning van het Midden-Assyrische Rijk. Onder zijn bewind duikt voor het eerst de term šar Aššur, 'koninkrijk Assur', 'Assyrië' op. Hij volgde zijn vader Eriba-Adad I op.
Hij bevrijdde Aššur van de overheersing door Mitanni en droeg in belangrijke mate bij tot de ondergang van dat Hurritische rijk. Mitanni was in een dynastieke strijd verwikkeld tussen Tushratta en eerst zijn broer Artatama II en daarna diens zoon Shuttarna III die zich als koningen der Hurrieten opwierpen en steun zochten bij de Assyrische vazalvorsten. Rond 1350 werd Tushratta vermoord, waarschijnlijk door Shuttarna III. Daarop verdeelden de Hettieten van Suppiluliuma I en de Assyiers het Mitanni-rijk onder elkaar en zonder enige strijd werd Assur-uballit opeens koning van een mogendheid met mogelijkheden. Dit laatste blijkt ook uit zijn diplomatieke contacten. Ten oosten van Assyrië lag nog wel Arrapha dat ook een vazalstaat van Mitanni geweest was. Het was hoogstwaarschijnlijk Assur-uballit die Arrapha aanviel en daarbij Nuzi verwoestte.
Uit de Amarna-brieven blijkt dat er ook een levendige diplomatieke verbinding met het Egypte bestond van Achnaton (ca. 1351-1333 v.Chr.) of Amenhotep III (ca. 1388-1351 v.Chr.).
Ook de contacten met Babylonië (Karduniaš) werden sterker. Er zijn voor het eerst aanwijzingen van een Babylonische aanwezigheid aan het hof en een Babylonische wijk in Aššur, met een schrijver genaamd Marduk-nadin-ahhe, die uit een Babylonische familie stamde die dienstdeden als hoge ambtenaren in beheer over grote provincies. Dit was precies het soort mensen dat Assur-uballit nodig had. Assur-uballit gaf ook zijn dochter ten huwelijk aan Burnaburiaš II van Karduniaš in de hoop dat hij in de persoon van zijn kleinzoon een hereniging van het Tweestromenland kon bewerkstelligen. Toen de jonge prins werd vermoord, kwam hij tussenbeide en volgens sommige bronnen was hij degene die de nieuwe koning van Babylon op de troon zette, maar veel is onduidelijk.
In zijn tijd had de stad Ninive nog een vrij bescheiden rol als administratief en religieus centrum, maar de stad wordt wel genoemd op een stele in Aššur.